# Arthur Adams
Arthur Adams (1820–1878) was een Engels dokter en natuurwetenschapper.
Adams was assistent chirurg aan boord van HMS Samarang tijdens de onderzoeksreis die de natuur van de Indische Archipel onderzocht van 1843 tot 1846. Hij was de redacteur van de Zoology of the voyage of H.M.S. Samarang (1850). Adam White hielp hem bij de beschrijving van de Crustacea van deze reis.
Met zijn broer Henry Adams (1813–1877) schreef hij The genera of recent mollusca: arranged according to their organization (drie volumes, 1858). Hij is ook de auteur van  Travels of a naturalist in Japan and Manchuria (1870).
- Bibliothèque nationale de France: cb102605960 (data)
- Stuttgart Database of Scientific Illustrators 1450–1950: 118
- Gemeinsame Normdatei: 11624271X
- International Standard Name Identifier: 0000 0000 8163 6342
- Library of Congress Control Number: no95052656
- Bibliotheek van het Japanse parlement: 00981464
- Nationale bibliotheek van Australië: 35000980
- Nederlandse Thesaurus van Auteursnamen: 072357568
- Réseau des bibliothèques de Suisse occidentale: 02-A002907907
- Istituto Centrale per il Catalogo Unico: MODV009692
- SNAC: w6p56khs
- Trove: 784740
- Virtual International Authority File: 90770581
- WorldCat: E39PBJwtjpXQt37qC9QPFWwV4q